# 정도희
정도희(鄭道熙, 1966년 2월 18일 ~ )은 대한민국의 제6·7·8·9대 충청남도 천안시의원이다.

## 학력
- 환서국민학교 24회 졸업
- 천안북중학교 30회 졸업
- 천안중앙고등학교 14회 졸업
- 1985 순천향대학교 수학과 졸업
- 고려대학교 행정대학원 경제품질정책학과 석사과정 졸업

## 경력
- 충남학원연합회 인문협의회장
- 천안학원연합회 인문분과위원장
- 천안학교운영위원장협의회 부회장
- 대일학원원장
- 천안학원연합회 부회장
- 환서초등학교 운영위원장
- 천안중앙고등학교 총동문회 이사
- 한나라당 충남도당 천안시 을 당원협의회 사무국장
- 한나라당 충남도당 천안시 을 디지털정당 지회장
- 천안시 학교운영위원장협의회 교육환경분과위원장
- 국민생활체육 탁구연합회 부회장
- 태조로타리클럽 부회장
- 한국복지재단 충남후원회 운영위원
- 한나라당 대전·충남 정치아카데미 1기원우회 부회장
- 자유총연맹 천안지부 백석동 지도위원장
- 충남 걷기협회 부회장
- 충남도교육청 행정모니터 요원
- 모닥불 봉사회 회원
- 장애인 학부모 후원회 위원
- 한나라당 중앙위원
- 순천향대학교 총동문회 천안지부 회장
- 백석동 방위협의회 회원
- 한택학원 원장
- 한나라당 나눔봉사단 충남사무처장
- 제17대 대통령 경선 박근혜 후보 보좌역
- 한나라당 충남도당 부대변인
- 서산장학재단 운영위원
- 두란노아버지학교 22기 회장
- 천안시 새마을협의회 이사
- 한민족 평화포럼 자문의원
- CCS클럽 지역발전위원장
- 2010.07 ~ 2014.06 제6대 충청남도 천안시의회 의원
- 2010.07 ~ 2012.07 제6대 충청남도 천안시의회 전반기 총무복지위원회 위원
- 2010.07 ~ 2012.07 제6대 충청남도 천안시의회 전반기 예산결산특별위원회 위원
- 2010.08 제6대 국민생활체육 충청남도 탁구연합회 회장
- 2012.07 ~ 2014.06 제6대 충청남도 천안시의회 후반기 총무복지위원회 위원
- 2012.07 ~ 2014.06 제6대 충청남도 천안시의회 후반기 예산결산특별위원회 위원
- 제18대 대통령 선거 충남도당 선거대책위원회 지방발전대책단장
- 2013.12 ~ 2013.12 제6대 충청남도 천안시의회 종합운동장사거리입체교차로설치사업관련특별위원회 위원
- 민주평화통일자문회의 자문위원
- 2014.07 ~ 2018.06 제7대 충청남도 천안시의회 의원
- 2014.07 ~ 2016.07 제7대 충청남도 천안시의회 전반기 총무환경위원회 위원
- 2014.07 ~ 2016.07 제7대 충청남도 천안시의회 전반기 예산결산특별위원회 위원
- 2016.07 ~ 2018.06 제7대 충청남도 천안시의회 후반기 총무환경위원회 위원
- 2016.07 ~ 2018.06 제7대 충청남도 천안시의회 후반기 의회운영위원회 위원장
- 2016.07 ~ 2018.06 제7대 충청남도 천안시의회 후반기 윤리특별위원회 위원
- 2018.07 ~ 2022.06 제8대 충청남도 천안시의회 의원
- 2018.07 ~ 2020.07 제8대 충청남도 천안시의회 전반기 부의장
- 2018.07 ~ 2020.07 제8대 충청남도 천안시의회 전반기 경제산업위원회 위원
- 2020.07 ~ 2022.06 제8대 충청남도 천안시의회 후반기 행정안전위원회 위원
- 2020.07 ~ 2022.06 제8대 충청남도 천안시의회 후반기 예산결산특별위원회 위원
- 2022.07 ~ 제9대 충청남도 천안시의회 의원
- 2022.07 ~ 제9대 충청남도 천안시의회 전반기 의장
- 2022.08 ~ 제9대 충청남도시구군의회의장협의회 전반기 회장
- 국민의힘 충남도당 천안시 병 당협위원장

## 수상
- 2013 국제평화언론대상 금상
- 2014 "풀뿌리자치대상 충청인상" 시의원 부문 대상
- 2017 국제평화대상
- 2018 지방의정 봉사상

## 역대 선거 결과
|  | 11.82% |

|  | 30.72% |

|  | 18.29% |

|  | 33.75% |

|  | 25.16% |

|  | 15.48% |